# Metro w Krakowie
Metro w Krakowie – proponowany system podziemnego transportu szynowego zarówno w formie metra jak i premetra w stolicy województwa małopolskiego, Krakowie.

## Historia

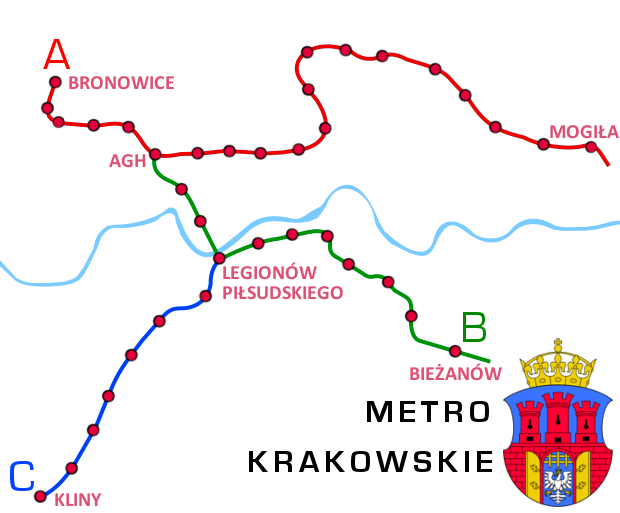
Sieć metra wg planów z roku 2012

W latach 60. XX wieku pojawiły się pierwsze założenia budowy sieci premetra. Już wtedy odbyła się konferencja naukowców i specjalistów od transportu pt. „Metro w Krakowie”. Od tamtego czasu, mimo że problem był wielokrotnie dyskutowany, nie został poruszony przez władze miasta. Dopiero w 2014 roku projekt wpisano do referendum, w którym 55,11% mieszkańców opowiedziało się za jego realizacją.
W połowie lutego 2018 roku, planowano ogłoszenie przetargu na studium wykonalności szybkiego, bezkolizyjnego transportu szynowego. Na ten cel Urząd Miasta Krakowa przeznaczył 2,370 mln euro, z tego 1,375 mln euro pochodziło z dotacji przyznanej przez Komisję Europejską. Dokument ten miał być gotowy w 2019 roku i miał pozwolić zadecydować którędy i w jakiej formie poprowadzić metro. Kraków jest jedynym miastem w Polsce poza Warszawą, gdzie projekt budowy metra zapisano w oficjalnych dokumentach. 2 sierpnia wybrano wykonawcę studium wykonalności.

### Projekt premetra z 2021 roku

Wybrany w 2021 roku przebieg linii premetra.

7 czerwca 2021 roku zaprezentowano wyniki Studium wykonalności, w którym firma ILF Consulting Engineers Polska przeanalizowała łącznie ponad 30 wariantów tras oraz 21 wariantów inwestycyjnych. W ramach „Studium wykonalności budowy szybkiego bezkolizyjnego transportu szynowego w Krakowie” opracowano siedem przebiegów tras. Wykonane zostały liczne symulacje oraz analizy proponowanych możliwości pod względem społecznym, demograficznym i planowanych inwestycji. 7 najlepszych wariantów tras z 4 dodatkowymi podwariantami dla każdego z nich zostało szczegółowo przeanalizowanych pod kątem trzech możliwych środków transportu – oznacza to, że badanych było aż 21 wariantów inwestycyjnych. Analizy wykonano dla 7 horyzontów czasowych w interwałach 5 letnich, w okresie od roku 2028 do roku 2058. Każdy z nich weryfikowany był pod kątem szeregu kryteriów m.in. przewidywanej liczby pasażerów, średniego czasu podróży, uwarunkowań konserwatorskich, węzłów przesiadkowych, potencjału miastotwórczego czy orientacyjnego kosztu przewiezienia jednego pasażera.
W II kwartale 2021 firma zarekomendowała rozwiązanie najlepsze pod względem efektywności, opłacalności finansowej, bezpieczeństwa, ryzyka, czynników społecznych i środowiskowych: wariant szybkiego tramwaju premetra – tzn. taboru tramwajowego z zastosowaniem tuneli na odcinkach najbardziej newralgicznych: głównie na odcinku centralnym, gdzie występują największe utrudnienia na sieci tramwajowej oraz w rejonie wielowariantowego węzła przesiadkowego w Bronowicach. Wariant metra wykraczał poza ramy finansowe miasta. Pierwsza trasa premetra ma mieć 21,82 km długości, do 32 stacji, dwa tunele (6,6 km trasy przebiegać będzie w tunelu) i estakadę (1,4 km trasy); jej koszt szacowany jest na ok. 5,846 mld zł brutto. Wariant ten będzie rekomendowany do dalszych prac przez władze Krakowa, które to przewidują, że w ciągu kilku lat od roku 2021 uda się uzyskać decyzję środowiskową dla pierwszego etapu robót, tj. dla odcinka od przystanku „DH Wanda” do przystanku „Stadion Miejski (odcinek o długości blisko 10,5 km, z czego 5,6 km to tunel pod Śródmieściem, a 1,4 km to estakada).

### Konsultacje społeczne (czerwiec 2023)
W dniach 5–30 czerwca 2023 r. przeprowadzono konsultacje społeczne dotyczące oceny oddziaływania na środowisko budowy pierwszego etapu premetra. W ich ramach przeprowadzono 4 spotkania stacjonarne dla mieszkańców, w szczególności tych Dzielnic przez, które przebiega trasa, tj: II Grzegórzki i XIV Czyżyny, III Prądnik Czerwony, XV Mistrzejowice i XVI Bieńczyce oraz I Stare Miasto.

### Zmiana przebiegu pierwszego etapu premetra (grudzień 2023[11])
W grudniu 2023 została podjęta decyzja o wyłączeniu z wniosku o wydanie decyzji o środowiskowych uwarunkowaniach odcinka od Parku Wodnego do ronda Generała Maczka. Projekt w obecnym kształcie nie uzyskałby pozytywnej opinii środowiskowej z powodu generowania nadmiernego hałasu i wibracji, powstania zatorów drogowych, zaburzenia krajobrazu oraz niepotrzebnej wycinki drzew, co negatywnie wpłynęłoby na bezpośrednie sąsiedztwo i obniżyłoby jakość życia codziennego.
Wykonawca zaktualizował kartę informacyjną przedsięwzięcia i przedłożył ją do organu prowadzącego postępowanie administracyjne dot. wydania decyzji o środowiskowych uwarunkowaniach dla przedsięwzięcia. Tym samym I etap budowy premetra obejmować będzie odcinek od skrzyżowania ul. Reymonta i ul. Piastowskiej do realizowanej obecnie linii tramwajowej KST, etap IV (ul. Meissnera – Mistrzejowice) w obszarze Ronda Młyńskiego, z czego odcinek od wysokości ul. Akademickiej do włączenia do linii tramwajowej KST, etap IV przebiegać będzie w tunelu.

### Metro - wariant M5D

Przebieg analizowanych wariantów tras na tle gęstości zaludnienia oraz największych kompleksów biurowych i handlowych planowanych do 2023 roku

wariant 5 metro M5D - fragment trasy wzdłuż Bora Komorowskiego

W ramach przygotowania studium wykonalności budowy szybkiego, bezkolizyjnego transportu szynowego w Krakowie zostało przedstawione kilka alternatywnych wariantów w kwestii budowy metra na linii wschód-zachód. Jednym z nich jest wariant M5D. Rozwiązuje on problem z poprowadzeniem linii metra przez ul. Dobrego Pasterza, uwzględnia gęstość zaludnienia oraz kompleksów biurowych/handlowych oraz poprawia komunikację z Małopolskim Centrum Nauki Cogiteon.
Trasa wariantu posiada przebieg autorski, którego priorytetem jest dogodne połączenie z dworcem kolejowym Kraków Główny. Jest to jedyny wariant, którego trasy nie przebiegają bezpośrednio przez Plac Centralny – stacja Nowa Huta położona jest przy Alei Przyjaźni, co umożliwia dogodne dojście większej liczbie mieszkańców i powiązanie z przestrzenią publiczną Alei Róż. Wariant 5 jest także jedynym, który umożliwia połączenie zarówno osiedla Azory jak i Prądnika Czerwonego z Dworcem Głównym. Na trasach wariantu występują dwa potencjalne odcinki naziemne: w ciągu al. Bora-Komorowskiego (ok. 3000 m) i wzdłuż projektowanej trasy S7 (ok. 1200 m).